# Каменка (Искитимский район)
Каменка — посёлок в Искитимском районе Новосибирской области. Входит в состав Преображенского сельсовета.

## География
Площадь посёлка — 16 гектар

## Население
| 2002 | 2007 | 2010 |
| ---- | ---- | ---- |
| 176  | ↗194 | ↘105 |

## Инфраструктура
В посёлке по данным на 2007 год функционируют 1 учреждение здравоохранения и 1 учреждение образования.